# Pite-csata
A Pite-csata (Smiles of a Summer Night) a Született feleségek (Desperate Housewives) című amerikai filmsorozat hetvenkettedik epizódja. Az Amerikai Egyesült Államokban először az ABC (American Broadcasting Company) adó sugározta 2007. október 7-én.

## Mellékszereplők
- Nathan Fillion - Adam Mayfair
- Kathryn Joosten - Karen McCluskey
- Tahj Mowry - Matt
- Pat Crawford Brown - Ida Greenberg
- Blake Hood - Boomer
- Matt Baker - A kamaszfiú
- James Luca McBride - Al Kaminsky

## Mary Alice epizódzáró monológja
- A narrátor, Mary Alice monológja az epizód végén így hangzik (a magyar változat alapján):

"Semmi sem megtévesztőbb egy mosolynál. És ezt senki sem tudja jobban, mint azok, akik mögéje rejtőznek. Egyesek kivillantják a fogukat, hogy udvariasan figyelmeztessék ellenségeiket. Mások sugárzó arcot öltenek, hogy leplezzék könnyeiket. Vagy ostoba grimaszt vágnak, hogy a félelmüket palástolják. És akkor ott az a ritka mosoly, ami tényleg szívből jön. Annak az embernek a mosolya, aki tudja, hogy a gondjait hamarosan elfelejtheti.

## Érdekesség
- A 3. évad 7. része (Bumm!) óta ez az első epizód, amiben látható Mary Alice Young.

## Epizódcímek szerte a világban
- Angol: Smiles of a Summer Night (Egy nyári éj mosolyai)
- Német: Kuchenschlacht (Süti-csata)
- Olasz: L'ombra di un Sorriso (Egy mosoly árnyéka)
- Lengyel: Druga Strona Uśmiechu (A mosoly másik oldala)